# Chalin (Grande-Pologne)
Pour les articles homonymes, voir Chalin.
Chalin (prononciation : [ˈxalin]) est un village polonais de la gmina de Sieraków dans le powiat de Międzychód de la voïvodie de Grande-Pologne dans le centre-ouest de la Pologne.
Il se situe à environ 7 kilomètres au sud-ouest de Sieraków (siège de la gmina), 11 kilomètres à l'est de Międzychód (siège du powiat), et à 64 kilomètres à l'ouest de Poznań (capitale de la Grande-Pologne).

## Histoire
De 1975 à 1998, le village faisait partie du territoire de la voïvodie de Poznań.

Depuis 1999, Chalin est situé dans la voïvodie de Grande-Pologne.
Le village possède une population de 25 habitants en 2012.